# Território do Wisconsin

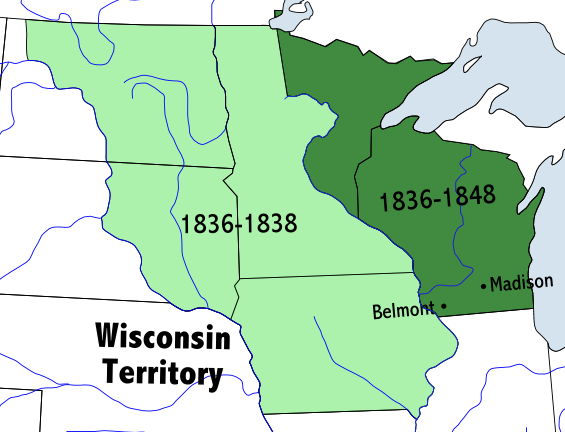
Mapa do Território do Wisconsin.

O Território do Wisconsin foi um território organizado incorporado dos Estados Unidos que existiu de 3 de julho de 1836 até 29 de maio de 1848, quando uma porção oriental do território foi admitida à União como o Estado de Wisconsin. Belmont foi inicialmente escolhida como a capital do território. Em 1837, a legislatura territorial se reuniu em Burlington, ao norte do rio Skunk no Mississippi, que se tornou parte do Território de Iowa em 1838. Naquele ano de 1838, a capital territorial de Wisconsin foi transferida para Madison.